# Nödinge SK Fotboll
Nödinge SK Fotboll är en fotbollsklubb från Nödinge i Ale kommun som bildades 1946. Klubben har tidigare varit verksamma inom flera olika sporter såsom bandy, bordtennis, och boule och 2011 bildades handbollssketionen en egen klubb, Nödinge SK Handboll. Klubben har 392 medlemmar år 2015.
Den före detta damlandslagstränaren Marika Domanski Lyfors har Nödinge SK som moderklubb.
Säsongen 2015 spelar Nödinge SK Fotboll i division 6D Göteborg.